# Overleaf
Overleaf ist ein kollaborativer, cloudbasierter LaTeX-Editor, der für das Schreiben, Bearbeiten und Veröffentlichen wissenschaftlicher Dokumente verwendet wird. Das Programm arbeitet mit verschiedenen wissenschaftlichen Verlagen zusammen, um offizielle LaTeX-Vorlagen für wissenschaftliche Journale sowie direkte Einreichungslinks bereitzustellen. Der Editor arbeitet in der vom Hersteller betriebenen externen Cloud.

## Entwicklung
Die Idee zu Overleaf entstand 2011 durch John Hammersley und John Lees-Miller, die es ursprünglich unter dem Namen WriteLaTeX entwickelten. Beide sind Mathematiker und wurden durch ihre eigenen Erfahrungen in der wissenschaftlichen Welt dazu inspiriert, eine bessere Lösung für die kollaborative wissenschaftliche Arbeit zu schaffen. Die Beta-Version von Overleaf wurde am 16. Januar 2014 auf dem ersten #FuturePub-Event in der British Library in London vorgestellt.
Nach der Fusion mit ShareLaTeX im Jahr 2017 wurde Overleaf v2 veröffentlicht, das die ursprünglichen Funktionen beider Plattformen in einer einzigen cloudbasierten Umgebung kombiniert.

## Geschichte
Im Jahr 2013 wurde Overleaf als eines von zehn Teams ausgewählt, die am Sommerprogramm des Bethnal Green Ventures (BGV) teilnahmen. Das Programm dauerte drei Monate, und der Demo-Tag fand am 19. September 2013 statt. Im Jahr 2014 erhielt das Unternehmen strategische Investitionen von Digital Science. Overleaf wurde als innovatives Internetunternehmen bei den Nominet Internet Awards 2014 ausgezeichnet und belegte den 99. Platz in der Liste der 100 am schnellsten wachsenden britischen Unternehmen von SyndicateRoom im Jahr 2018.
Die Plattform wurde als Werkzeug für das Schreiben wissenschaftlicher Veröffentlichungen in Nature, Science, Red Hats opensource.com und der deutschen IT-Zeitschrift Heise Online besprochen. Im Jahr 2017 hat das CERN, das europäische Teilchenphysiklabor in der Nähe von Genf, Overleaf als bevorzugte kollaborative Autorenplattform übernommen.
Overleaf bietet Vorlagen für die Einreichung bei wissenschaftlichen Zeitschriften und Konferenzen. Zum Beispiel erwähnen IEEE und Springer (einschließlich Nature) die Möglichkeit zur Einreichung unter Verwendung von Overleaf.

## Zusammenschluss mit ShareLaTeX
Am 20. Juli 2017 erwarb Overleaf ShareLaTeX, um eine kombinierte Community von über zwei Millionen Benutzern zu schaffen. Dies führte zur Schaffung von Overleaf v2, das die ursprünglichen Funktionen beider Plattformen in einer einzigen cloudbasierten Umgebung auf overleaf.com integriert.

## Auszeichnungen
Im Mai 2021 erhielten Lees-Miller (Overleaf), Paulo Reis (Overleaf) und Sven Laqua (Digital Science) den SIGCHI Best Case Study Award auf der ACM CHI2021-Konferenz für ihre Fallstudie „Merging SaaS Products In A User-Centered Way: A Case Study of Overleaf and ShareLaTeX“.